# Cheyenne (Sprache)
Cheyenne (Cheyenne: Tsêhesenêstsestôtse) ist eine indigene nordamerikanische Sprache der Algonkin-Sprachfamilie, die von etwa 1.700 Cheyenne in den Bundesstaaten Montana und Oklahoma in den USA gesprochen wird.

## Phonologie
Cheyenne ist phonologisch eine typische Algonkin-Sprache: Sie zeichnet sich durch ein kleines Phoneminventar aus, weist dafür aber ein hochgradig komplexes System morphophonologischer Prozesse an den Morphemgrenzen auf. Die Phoneme sind im Einzelnen:

### Konsonanten
|          | Bilabial | Dental | Postalveolar | Velar | Glottal |
| -------- | -------- | ------ | ------------ | ----- | ------- |
| Plosiv   | p        | t      |              | k     | ʔ       |
| Frikativ | v        | s      | ʃ            | x     | h       |
| Nasal    | m        | n      |              |       |         |

### Vokale
|             | Vorne | Zentral | Hinten |
| ----------- | ----- | ------- | ------ |
| Geschlossen | e     |         | o      |
| Offen       |       | a       |        |

A und E können stimmlos (geflüstert) ausgesprochen werden. Dies ist charakteristisch für die Cheyenne-Sprache, in der beide Aussprachen unterschiedliche Phoneme erzeugen und nicht miteinander austauschbar sind. In diesem Artikel werden die stimmlosen Vokale als ḁ und e̥ geschrieben.

## Grammatik
Wie andere nordamerikanische Sprachen, ist das Cheyenne eine polysynthetische Sprache mit z. T. fusionalen Zügen. Das Pronominalsystem weist eine Inklusiv/Exklusiv-Unterscheidung auf.

### Modi
| Unabhängige Formen | Cheyenne        | Deutsch                          |
| ------------------ | --------------- | -------------------------------- |
| Indikativ          | épe̥hêvahe       | Er ist gut.                      |
| Interrogativ       | épe̥hêvḁhe       | Ist er gut?                      |
| Dubitativ          | mópe̥hêvḁhehe-he | Ich glaube, er ist gut.          |
| Attributiv         | épe̥hêvḁhese̥stse | Es wird gesagt, dass er gut ist. |
| Mediat             | éhpe̥hêvḁhêhoo'o | Er war gut.                      |

Der Indikativ wird für einfache Aussagen benutzt, deren Wahrheitsgehalt der Sprecher selbst bezeugen kann. Interrogative Formen werden für Fragen benutzt. Dubitative Formen werden gewählt, wenn der Sprecher die Behauptung, die er macht, abschwächen will. Attributive Formen beschreiben Aussagen, die der Sprecher von einer dritten Person gehört hat. Mediate Formen beziehen sich auf Aussagen in Zeit und Raum und werden häufig für Erzählungen genutzt (vergleiche den Gebrauch des Präteritums im Deutschen).
| Konjunktionale Formen | Cheyenne           | Deutsch                         |
| --------------------- | ------------------ | ------------------------------- |
| Indikativ             | tséhpe̥hêvaese      | als er gut war.                 |
| Konjunktiv            | mḁhpe̥hévaestse     | falls er gut ist. (unbemerkt)   |
| Iterativ              | ho'pe̥hévaestse     | wann immer er gut ist.          |
| Konjunktiv Iterativ   | ǫhpe̥hévḁhese̥stse   | wenn er gut ist. (allgemein)    |
| Partizip              | tsépe̥hêvaestse     | derjenige, der gut ist.         |
| Interrogativ          | éópe̥hêvaestse      | ob er gut ist?                  |
| Obligativ             | áhpe̥hêvḁhese̥stse   | er sollte gut sein.             |
| Optativ               | momóxepe̥hévaestse  | ich wünschte, er wäre gut.      |
| Negation (intensiv)   | móho'nópe̥hevaestse | kein Zweifel, er ist nicht gut. |

| Imperative Formen     | Cheyenne   | Deutsch         |
| --------------------- | ---------- | --------------- |
| Unverzüglich (direkt) | méseestse  | Iss!            |
| Verzögert (direkt)    | mése̥heoˀo  | Iss (später)!   |
| Hortativ              | mése̥heha   | Lass ihn essen! |
| Hortativ              | nétanéméne | Lass uns essen! |

Die Formen des Hortativ können sowohl im Singular als auch im Plural auftreten.

### Pronominale Affixe
Es gibt drei grundlegende pronominale Präfixe im Cheyenne:
ná-: Erste Person,
né-: Zweite Person,
é-: Dritte Person
Diese drei grundlegende Präfixe können kombiniert werden mit verschiedenen Suffixen, um alle Cheyenne pronominalen Unterschiede auszudrücken. Zum Beispiel das Präfix "ná-" kann kombiniert werden mit dem Verbsuffix "-me", um die erste Person Plural (exklusiv ="Wir, ohne dich") auszudrücken.  nátahpetame, "Wir.EXCL sind groß."